# 的場敏博
的場 敏博（まとば としひろ、1950年6月2日 - 2009年7月21日）は、日本の政治学者。専門は、政治学、政治過程論、政党システム論。滋賀県生まれ。福島徳寿郎に師事。

## 略歴

### 学歴
- 1969年 滋賀県立虎姫高等学校卒業
- 1974年 京都大学法学部卒業
- 1976年 同大学大学院法学研究科修士課程修了
- 1979年 同大学大学院法学研究科博士課程単位取得退学
- 2003年 博士（法学）（京都大学、学位論文『現代政党システムの変容 : 90年代における危機の深化』）

### 研究歴
- 1979年 京都大学法学部助手
- 1980年 同助教授
- 1990年 同教授
- 1992年 同大学大学院法学研究科教授

## 著書
- 『戦後の政党システム――持続と変化』（有斐閣，1990年）
- 『政治機構論講義――現代の議会制と政党・圧力団体』（有斐閣，1998年）
- 『現代政党システムの変容――90年代における危機の深化』（有斐閣，2003年）
- 『戦後日本政党政治史論』（ミネルヴァ書房，2012年）

### 編著
- （川端正久と共編）『現代政治』（法律文化社，1988年）

## 門下生
- 力久昌幸
- 辻陽
- 辻由希
- 白崎護